# 東赤沢町
東赤沢町（ひがしあかさわちょう）は、愛知県豊橋市の地名。

## 地理
豊橋市南部に位置する。東は伊古部町、西は西赤沢町、南は遠州灘に接する。

### 河川
- 豊川用水東部幹線水路[1]

### 字一覧
- 観音堂（かんのんどう）[WEB 5]
- 北ノ谷（きたのや）[WEB 5]
- 茶ノ木（ちゃのき）[WEB 5]
- 坪ノ谷（つぼのや）[WEB 5]
- 西方部（にしほうべ）[WEB 5]
- 西横根（にしよこね）[WEB 5]
- 橋詰（はしづめ）[WEB 5]
- 浜井場（はまいば）[WEB 5]
- 浜屋敷（はまやしき）[WEB 5]
- 東横根（ひがしよこね）[WEB 5]
- 広見（ひろみ）[WEB 5]
- 竜（りゅう）[WEB 5]
- 竜下（りゅうした）[WEB 5]

## 歴史

### 人口の変遷
国勢調査による人口および世帯数の推移。
| 1995年（平成7年）  | 148世帯 605人 |  |
| 2000年（平成12年） | 176世帯 691人 |  |
| 2005年（平成17年） | 200世帯 746人 |  |
| 2010年（平成22年） | 230世帯 837人 |  |
| 2015年（平成27年） | 231世帯 808人 |  |
| 2020年（令和2年）  | 241世帯 761人 |  |

### 沿革
- 1955年（昭和30年） - 高豊村赤沢の一部により、豊橋市東赤沢町が成立[2]。
- 1965年（昭和40年） - 一部が南大清水町に編入され、西赤沢町の一部を編入する[2]。

## 交通
- 愛知県道東赤沢植田線[1]
- 愛知県道伊良湖岬白須賀線[1]

## 施設
- 豊橋市埋立処理場[1]
- 南部配水場[1]
- 豊橋市立豊南小学校[1]
- 豊南保育園[1]
- 豊橋市南部農協東赤沢出張所[1]
- 曹洞宗真竜院[1]
- 赤沢神社[1]

### WEB
1. ↑  “愛知県豊橋市の町丁・字一覧”.   人口統計ラボ. 2023年4月13日閲覧。
2. 1 2  総務省統計局 (2022年2月10日). “令和2年国勢調査の調査結果(e-Stat) - 男女別人口，外国人人口及び世帯数－町丁・字等” (CSV). 2023年8月2日閲覧。
3. ↑  “愛知県豊橋市の郵便番号一覧”.   日本郵便. 2023年4月13日閲覧。
4. ↑  “市外局番の一覧” (PDF).   総務省 (2022年3月1日). 2022年3月22日閲覧。
5. 1 2 3 4 5 6 7 8 9 10 11 12 13  “愛知県豊橋市 住所一覧から地図を検索”.   ONE COMPATH. 2023年8月17日閲覧。
6. ↑  総務省統計局 (2014年3月28日). “平成7年国勢調査の調査結果(e-Stat) - 男女別人口及び世帯数 －町丁・字等” (CSV). 2021年7月20日閲覧。
7. ↑  総務省統計局 (2014年5月30日). “平成12年国勢調査の調査結果(e-Stat) - 男女別人口及び世帯数 －町丁・字等” (CSV). 2021年7月20日閲覧。
8. ↑  総務省統計局 (2014年6月27日). “平成17年国勢調査の調査結果(e-Stat) - 男女別人口及び世帯数 －町丁・字等” (CSV). 2021年7月21日閲覧。
9. ↑  総務省統計局 (2012年1月20日). “平成22年国勢調査の調査結果(e-Stat) - 男女別人口及び世帯数 －町丁・字等” (CSV). 2021年7月21日閲覧。
10. ↑  総務省統計局 (2017年1月27日). “平成27年国勢調査の調査結果(e-Stat) - 男女別人口及び世帯数 －町丁・字等” (CSV). 2021年7月21日閲覧。

### 書籍
1. 1 2 3 4 5 6 7 8 9 10 11 12  「角川日本地名大辞典」編纂委員会 1989, p. 1793.
2. 1 2  「角川日本地名大辞典」編纂委員会 1989, p. 1102.